# ミッチェル郡 (テキサス州)
ミッチェル郡（ミッチェルぐん、英: Mitchell County）は、アメリカ合衆国テキサス州の中央部北西に位置する郡である。2010年国勢調査での人口は9,403人であり、2000年の9,698人から3.0%減少した。郡庁所在地はコロラドシティ市（人口4,1465人）であり、同郡で人口最大の都市でもある。ミッチェル郡は1876年に設立され、郡名は初期開拓者でテキサス革命の軍人だったアサ・ミッチェルに因んで名付けられた。

## 地理
アメリカ合衆国国勢調査局に拠れば、郡域全面積は916平方マイル (2,372 km2)であり、このうち陸地910平方マイル (2,357 km2)、水域は6平方マイル (15 km2)で水域率は0.64%である。

### 主要高規格道路
- 州間高速道路20号線
- テキサス州道163号線
- テキサス州道208号線
- テキサス州道350号線

### 隣接する郡
- スカリー郡 - 北
- ノーラン郡 - 東
- コーク郡 - 南東
- スターリング郡 - 南
- ハワード郡 - 西
- ボーデン郡 - 北西

## 人口動態

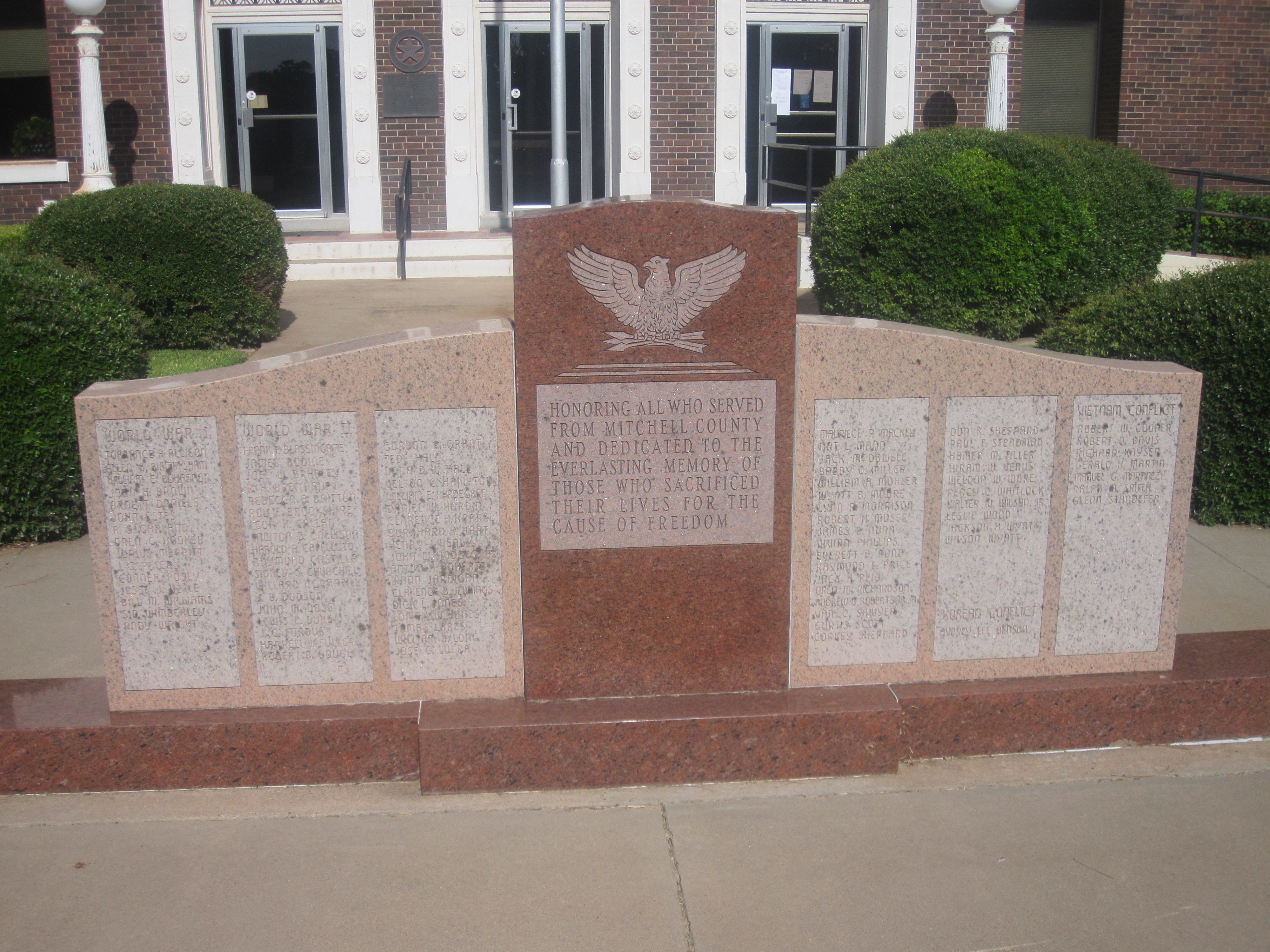
退役兵記念碑

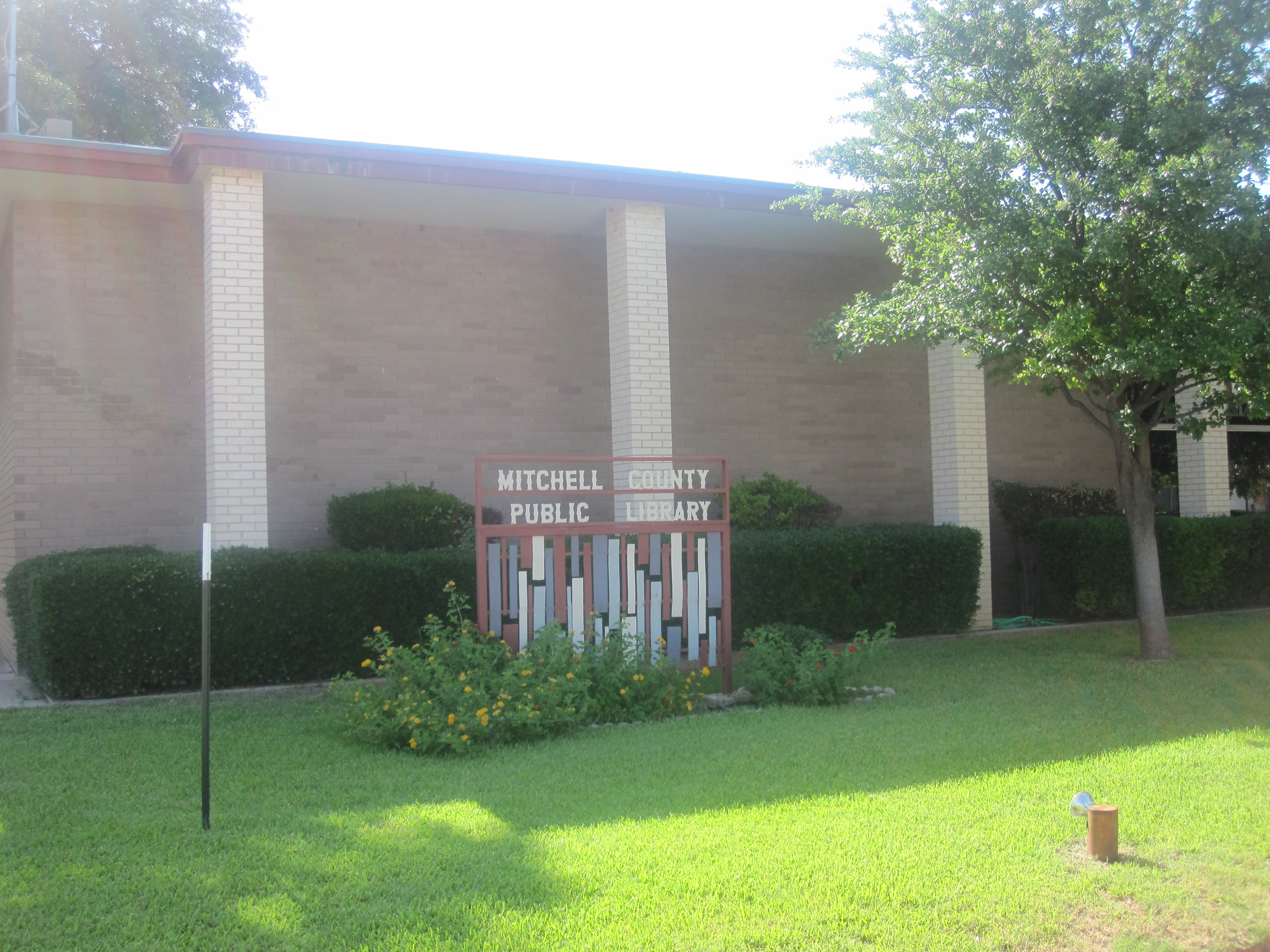
ミッチェル郡公立図書館

以下は2000年の国勢調査による人口統計データである。
| 基礎データ - 人口: 9,698人 - 世帯数: 2,837 世帯 - 家族数: 1,997 家族 - 人口密度: 4人/km2（11人/mi2） - 住居数: 4,168軒 - 住居密度: 2軒/km2（5軒/mi2） 人種別人口構成 - 白人: 74.52% - アフリカン・アメリカン: 12.81% - ネイティブ・アメリカン: 0.41% - アジア人: 0.36% - 太平洋諸島系: 0.02% - その他の人種: 10.19% - 混血: 1.69% - ヒスパニック・ラテン系: 31.03% 年齢別人口構成 - 18歳未満: 19.8% - 18-24歳: 11.5% - 25-44歳: 30.7% - 45-64歳: 22.9% - 65歳以上: 15.1% - 年齢の中央値: 39歳 - 性比（女性100人あたり男性の人口） - 総人口: 159.3 - 18歳以上: 174.4 | 世帯と家族（対世帯数） - 18歳未満の子供がいる: 30.6% - 結婚・同居している夫婦: 55.6% - 未婚・離婚・死別女性が世帯主: 11.4% - 非家族世帯: 29.6% - 単身世帯: 27.5% - 65歳以上の老人1人暮らし: 15.5% - 平均構成人数 - 世帯: 2.48人 - 家族: 3.00人 収入と家計 - 収入の中央値 - 世帯: 25,399米ドル - 家族: 31,481米ドル - 性別 - 男性: 23,750米ドル - 女性: 20,221米ドル - 人口1人あたり収入: 14,043米ドル - 貧困線以下 - 対人口: 17.7% - 対家族数: 15.0% - 18歳未満: 22.9% - 65歳以上: 20.9% |

## 都市と町
- コロラドシティ - 郡庁所在地
- ロレーヌ
- ウェストブルック